# Ellie Greenwich
Eleanor Louise Greenwich, detta Ellie (Brooklyn, 23 ottobre 1940 – New York, 26 agosto 2009), è stata una cantautrice e produttrice discografica statunitense.
Collaboratrice di Phil Spector e di Jeff Barry, ha scritto o coscritto diversi brani di successo soprattutto negli anni '60, come Be My Baby, Christmas (Baby Please Come Home), Da Doo Ron Ron, Leader of the Pack, Do Wah Diddy Diddy e River Deep - Mountain High.